# Eustala bacelarae
Eustala bacelarae är en spindelart som beskrevs av Lodovico di Caporiacco 1955. Eustala bacelarae ingår i släktet Eustala och familjen hjulspindlar.
Artens utbredningsområde är Venezuela. Inga underarter finns listade i Catalogue of Life.